# Контроверзе о флуорисању воде
Контроверза о флуоризацији воде произилази из политичких, етичких, економских и здравствених разматрања у вези са флуоризацијом јавних водоснабдевања.
За угрожене групе у земљама, међународне и националне агенције и стоматолошка удружења широм света подржавају безбедност и ефикасност флуорисања воде. Заговорници флуоризације воде то виде као питање политике јавног здравља и изједначавају то питање са вакцинацијом и обогаћивањем хране, тврдећи значајне користи за здравље зуба и минималне ризике.
Насупрот томе, противници флуоризације воде то сматрају кршењем индивидуалних права, ако не и потпуним кршењем медицинске етике, на основу тога што појединци немају избора у води коју пију, осим ако не пију скупљу флаширану воду. Мала мањина научника оспорила је медицински консензус, различито тврдећи да водено флуоридација нема или мале кариостатске користи, може проузроковати озбиљне здравствене проблеме, није довољно ефикасан да оправда трошкове и фармаколошки застарела. 
Противљење флуорисању постоји од његовог покретања 1940-их. Током 1950-их и 1960-их, теоретичари завере су тврдили да је флуоризација била комунистичка завера да поткопа америчко јавно здравље. Последњих година, флуоризација воде је постала преовлађујуће здравствено и политичко питање у многим земљама, што је довело до тога да су неке земље и заједнице обуставиле његову употребу, док су је друге прошириле. Контроверзу покреће значајна јавна опозиција коју подржава мањина професионалаца, која укључује истраживаче, стоматолошке и медицинске стручњаке, алтернативне лекаре, ентузијасте здраве хране, неколико верских група (углавном хришћанске научнике у САД) и повремено групе потрошача и еколози. Организована политичка опозиција долази од либертаријанаца, Друштва Џона Бирча и група попут Зелених партија у Великој Британији и Новом Зеланду.
Заговорници и противници су критиковани због прецењивања користи или прецењивања ризика и потцењивања другог. Систематски прегледи наводе недостатак висококвалитетних истраживања о предностима и ризицима флуорисања воде и питања која су још увек нерешена. То наводе и истраживачи који се противе пракси. Према извештају Конгресне истраживачке службе из 2013. о флуору у води за пиће, ове празнине у научној литератури о флуоризацији подстичу контроверзу.
Јавна флуоризација воде је први пут практикована 1945. године у САД. Од 2012. године, 25 земаља има додатну флуоризацију воде у различитом степену, а у 11 од њих више од 50% становништва пије флуорисану воду. Још 28 земаља има воду која је природно флуорисана, мада у многим од њих постоје области у којима је флуор изнад оптималног нивоа. Од 2012. године, око 435 милиона људи широм света добијало је воду флуорисану на препорученом нивоу, од којих је 57 милиона (13%) добијало воду са природним флуором, а 377 милиона (87%) је добијало воду са вештачким флуором. У 2014. години, три четвртине становништва САД на јавном водоводу добило је флуорисану воду, што је представљало две трећине укупног становништва САД.
Михајло Гајић је дао допринос развоју овог поља стоматолошке науке у Србији и допринео схватању улоге флуорида и њихове примене у превентивној стоматологији. Воде у Србији су сиромашне флуором, изузимајући неколико мањих подручја где постоји ендемска флуороза. И у Србији је установљена директна веза између концентрације флуора у води за пиће и појаве каријеса код школске деце. Иако у Србији постоји законска обавеза флуорисања воде за пиће она је практично примењена у свега неколико градова. Закони у различитим земљама обавезују да се вода у градским водоводима системски флуорише уколико је концентрација флуора у њој мања од 0.7 mg/l. У зависности од просечне годишње температуре флуор се води за пиће додаје до концентрације од 0.7-1.2 mg/l. Мање се флуора додаје у подручјима са сувом и топлом климом где је потрошња воде за пиће већа.

## Медицински консензус
Националне и међународне здравствене агенције и стоматолошка удружења широм света подржали су флуоризацију воде као безбедну и ефикасну.
Ставови о најефикаснији методи за превенцију каријеса у заједници су помешани. Аустралијска влада наводи да је флуоризација воде најефикаснији начин да се постигне изложеност флуориду која је широм заједнице. Светска здравствена организација наводи да флуоризација воде, када је изводљива и културно прихватљива, има значајне предности, посебно за подгрупе са високим ризиком, док Европска комисија не налази предност флуорисања воде у поређењу са локалном употребом.
Светска стоматолошка федерација подржава флуоризацију воде као безбедну и ефикасну. Европска академија дечје стоматологије и национална стоматолошка удружења Аустралије, Канаде, и САД, Америчко стоматолошко удружење назива флуоризацију воде „једном од најбезбеднијих и најкориснијих, исплативих мера јавног здравља за спречавање, контролу и, у неким случајевима, поништавање каријеса.“
У земљама енглеског говорног подручја — Сједињеним Државама, Канади, Великој Британији, Аустралији и Новом Зеланду, од којих сви практикују флуоризацију воде — многа медицинска удружења и власти објавиле су изјаве о ставовима и подржале флуоризацију воде.
Амерички генерални хирург, Америчко удружење за јавно здравље, Краљевска комисија за националну здравствену службу, Аустралијско медицинско удружење, Новозеландско медицинско удружење, и Јавно здравље Цанада подржавају флуоризацију, цитирајући бројне међународне научне прегледе који указују на „не постоји веза између било каквог штетног утицаја на здравље и изложености флуору у води за пиће на нивоима који су испод максимално прихватљиве концентрације од 1,5 mg/l.“ Центри за контролу болести и превенцију су навели флуоризацију воде као једно од десет великих достигнућа јавног здравља 20. века у САД, заједно са вакцинацијом, планирањем породице, препознавањем опасности од пушења и другим достигнућима.
У Израелу, Израелско удружење лекара за јавно здравље, Израелско педијатријско удружење и Израелско стоматолошко удружење подржавају флуоризацију.
Светска здравствена организација, посматрајући глобално јавно здравље, идентификује флуор као једну од неколико хемикалија за које је допринос воде за пиће укупном уносу важан фактор у превенцији болести. То је зато што постоје јасни докази да оптималне концентрације флуорида пружају заштиту од каријеса, како код деце тако и код одраслих.
Научници или лекари који се противе флуоризацији воде тврде да она нема или има мало кариостатских користи, може да изазове озбиљне здравствене проблеме, да није довољно ефикасна да оправда трошкове и да је фармаколошки застарела. Арвид Карлсон је тврдио да флуоризација крши модерне фармаколошке принципе и не узима у обзир индивидуалне варијације у одговору, које могу бити знатне чак и када је доза фиксна. Пол Конет је изјавио: „Политика је та која се меша у науку по овом питању... То је питање политичке воље, и не можете променити политичку вољу ако не добијете људе. Морамо укључити људе.“

## Докази
Заговорници и противници су критиковани због прецењивања користи или ризика, и потцењивања другог. Систематски прегледи наводе недостатак висококвалитетних истраживања о предностима и ризицима флуорисања воде и питања која су још увек нерешена. Извештај Нафилдовог савета за биоетику из 2007. закључио је да недостају добри докази за или против флуорисања воде. То наводе и истраживачи који се противе пракси. Према извештају Конгресне истраживачке службе из 2013. о флуору у води за пиће, ове празнине у научној литератури о флуоризацији подстичу контроверзу. Џон Дул, председник извештаја одбора Националног истраживачког савета из 2006. о флуору у води за пиће, изнео је сличан закључак у вези са извором контроверзе: „У научној заједници људи имају тенденцију да мисле да је то решено. Мислим, када САД генерални хирург излази и каже да је ово једно од 10 највећих достигнућа 20. века, да је то тешко превазићи. Али када смо погледали студије које су урађене, открили смо да су многа од ових питања нерешена и да смо имамо много мање информација него што би требало, с обзиром на то колико дуго ово [флуорисање] траје. Мислим да се због тога флуоризација и даље доводи у питање толико година након што је почела. Суочени са незнањем, контроверзе су бесне."
Флуорид може бити природно присутан у води у концентрацијама знатно изнад препоручених нивоа, што може имати неколико дугорочних штетних ефеката, укључујући тешку флуорозу зуба, флуорозу скелета и ослабљене кости. Светска здравствена организација је 1984. године препоручила максималну вредност флуорида од 1,5 mg/l као ниво на коме би флуороза требало да буде минимална, потврдивши то 2006. године.
Флуоризација има мали утицај на ризик од прелома костију (преломљене кости); то може резултирати нешто мањим ризиком од лома од претерано високог нивоа флуоризације или без флуорисања. Не постоји јасна повезаност између флуоризације и рака или смрти услед рака, тако и посебно за рак костију или остеопорозу.
У ретким случајевима неправилна примена флуорисања воде може довести до прекомерне флуоризације која изазива избијање акутног тровања флуором, са симптомима који укључују мучнину, повраћање и дијареју. Три такве епидемије су пријављене у САД између 1991. и 1998. године, узроковане концентрацијом флуора до 220 mg/l; у избијању епидемије на Аљасци 1992. године, 262 особе су се разболеле, а једна особа је умрла. У 2010. години, приближно 60 галона флуорида је пуштено у водоснабдевање у Ашебору, Северна Каролина, за 90 минута — количина која је била предвиђена да буде ослобођена у периоду од 24 сата.
Као и други уобичајени адитиви за воду као што су хлор флуоросилицијумска киселина и натријум силикофлуорид смањују пХ и узрокују мало повећање корозивности, али овај проблем се лако решава повећањем пХ. Иако се претпоставља да би флуоросилицијумска киселина и натријум силикофлуорид могли да повећају унос олова код људи из воде, статистичка анализа из 2006. није подржала забринутост да ове хемикалије изазивају веће концентрације олова у крви код деце. Нивои арсена и олова у траговима могу бити присутни у једињењима флуора која се додају води; међутим, концентрације су испод граница мерења.
Утицај флуорисања воде на природну средину је истражен, а штетни ефекти нису утврђени. Проучавана питања су укључивала концентрације флуорида у подземним водама и низводним рекама; травњаци, баште и биљке; потрошња биљака узгајаних у флуорисаној води; емисије у ваздух; и буке опреме.
Рецензије су показале да флуоризација воде смањује каријес код деце. Закључак о ефикасности код одраслих је мање јасан јер неке рецензије проналазе корист, а друге не. Студије у САД 1950-их и 1960-их показале су да је флуоризација воде смањила каријес у детињству за педесет до шездесет процената, док су студије из 1989. и 1990. показале нижа смањења (40% и 18% респективно), вероватно због све веће употребе флуорида из других извора, посебно паста за зубе, као и „хало ефекат“ хране и пића који се праве у областима са флуором и конзумирају у нефлуорисаним.
Систематски преглед у Великој Британији из 2000. године открио је да је флуоризација воде повезана са смањеним уделом деце са каријесом од 15% и са смањењем каријесних, недостајућих и попуњених млечних зуба (просечно смањење је било 2,25 зуба). Преглед је открио да су докази умереног квалитета: неколико студија је покушало да смањи пристрасност посматрача, контролише збуњујуће факторе, пријави мере варијансе или користи одговарајућу анализу. Иако нису биле очигледне велике разлике између природне и вештачке флуоризације, докази су били неадекватни за закључак о било каквим разликама. Систематски преглед из 2002. године пронашао је јаке доказе да је флуоризација воде ефикасна у смањењу укупног каријеса у заједницама.
Већина земаља у Европи је искусила значајан пад броја каријеса без употребе флуорисања воде. На пример, у Финској и Немачкој, стопе каријеса су остале стабилне или су наставиле да опадају након што је флуоризација воде престала. Флуоризација може бити корисна у САД јер за разлику од већине европских земаља, САД немају школску стоматолошку негу, многа деца не посећују редовно зубара, а за многу америчку децу флуоризација воде је главни извор изложености флуору. Ефикасност флуорисања воде може да варира у зависности од околности као што је да ли је превентивна стоматолошка заштита бесплатна за сву децу.

## Етика
Флуоризација воде супротставља опште добро индивидуалним правима. Неки кажу да опште добро превазилази индивидуална права и изједначавају га са вакцинацијом и обогаћивањем хране. Други кажу да права појединца надмашују опште добро и кажу да појединци немају избора у води коју пију, осим ако не пију скупљу флаширану воду а неки недвосмислено тврде да то не издржи испитивање у односу на Нирнбершки кодекс и други кодекси медицинске етике.
Они који наглашавају јавно добро наглашавају медицински консензус да су одговарајући нивои флуоризације воде безбедни и ефикасни у спречавању каријеса и виде то као интервенцију јавног здравља, реплицирајући предности природно флуорисане воде, која може ослободити људе од беде и трошкова каријеса и зубобоље, при чему највећу корист имају они који су најмање способни да сами себи помогну. Ова перспектива сугерише да би било неетично ускратити такав третман. У својој књизи Џоан Калахан пише да, „За људе са нижим примањима без осигурања, флуорисана вода (попут обогаћеног брашна и обогаћеног млека) више личи на бесплатну превентивну здравствену меру коју неколико елитиста покушава да предузме далеко."
Они који наглашавају индивидуални или локални избор, могу да виде флуоризацију као кршење етичких или правних правила која забрањују медицински третман без медицинског надзора или информисаног пристанка или који забрањују давање нелиценцираних медицинских супстанци, сматрају је „масовним лековима “или чак може окарактерисати као кршење Нирнбершког кодекса и Биомедицинске конвенције Савета Европе из 1999. године. Други чланак у часопису предложио је примену принципа предострожности на ову контроверзу, који позива на јавну политику да одражава конзервативни приступ за минимизирање ризика у окружењу где је штета могућа (али није нужно потврђена) и где наука није решена. Други су се томе противили на основу потенцијалног финансијског сукоба интереса изазваног хемијском индустријом.
Извештај Нафилдовог савета за биоетику из 2007. донео је закључак углавном о три тачке, наводећи да:
- Однос користи и ризика – није јасан због недостатка добрих доказа за или против флуоризације воде.
- Постоје алтернативе пракси – локална терапија флуором (четкање зуба итд.)
- Улога пристанка – Она има приоритет када постоји потенцијална штета.

Извештај је стога закључио да су локалне и регионалне демократске процедуре најприкладнији начин да се одлучи да ли ће се флуорисати вода.

## По државама
Упркос подршци јавних здравствених организација и стоматолошких органа, пракса је контроверзна као мера јавног здравља; неке земље и заједнице су га укинуле, док су га друге прошириле.
У САД, одбијање у државним и локалним заједницама је вероватније када се одлука донесе на јавном референдуму; у Европи, већина одлука против флуорисања је донета административно. Чини се да ниједна страна у спору не слаби нити жели да попусти.
Флуоризација воде се користи у Сједињеним Државама, Великој Британији, Ирској, Канади, Аустралији, Израелу, Хонг Конгу и неколицини других земаља. Већина земаља није успела да усвоји флуоризацију, али је ипак доживела исти или већи пад броја каријеса као оне земље које су флуорисале током друге половине двадесетог века. Следеће нације су раније флуорисале своју воду, али су прекинуле праксу, са годинама када је флуоризација воде почела и престала у заградама:
- Савезна Република Немачка (1952–1971)
- Шведска (1952–1971)
- Холандија (1953–1976)
- Чехословачка (1955–1990)
- Немачка Демократска Република (1959–1990)
- Совјетски Савез (1960–1990)
- Финска (1959–1993)
- Јапан (1952–1972)[тражи се извор]
- Израел (1981–2014, 2016-) *Обавезно по закону од 2002. године[19]

У Уједињеном Краљевству, стратешка здравствена управа може упутити водоводну компанију да флуорише водоснабдевање у неком подручју ако је то технички могуће. Стратешки здравствени орган мора да се консултује са локалном заједницом и предузећима у погођеном подручју. Компанија за воду ће деловати као извођач у свим новим шемама и не може да одбије да флуорише снабдевање. 
У областима са сложеним изворима воде, флуоризација воде је тежа и скупља. Алтернативне методе флуорисања су предложене и примењене у неким деловима света. Светска здравствена организација (СЗО) тренутно процењује ефекте флуорисане пасте за зубе, флуоризације млека и флуоризације соли у Африци, Азији и Европи. СЗО подржава флуорисање воде у неким областима. У неким другим земљама кухињској соли се додаје натријум флуорид.
Од 2012. године, 25 земаља има вештачку флуоризацију воде у различитом степену, од којих 11 има више од 50% становништва које пије флуорисану воду. Још 28 земаља има воду која је природно флуорисана, иако је у многим од њих флуор изнад оптималног нивоа. Од 2012. године око 435 милиона људи широм света примало је воду флуорисану на препорученом нивоу, од којих око 211 милиона живи у Сједињеним Државама.

## Историја
Флуоризација је почела у време великог оптимизма и вере у науку и стручњаке (1950-их и 1960-их), али и тада, јавност је често имала приговор. Противници су се ослањали на неповерење у стручњаке и нелагоду према медицини и науци. Контроверзе укључују спорове око предности флуоризације и снаге доказне основе за ове предности, потешкоће у идентификовању штете, правна питања око тога да ли је флуорид у води лек и етику масовне интервенције.
Прва велика контроверза око флуорисања догодила се у Висконсину 1950. Противници флуорисања довели су у питање етику, безбедност и ефикасност флуорисања. Нови Зеланд је био друга земља која је флуорисала и тамо су се појавиле сличне контроверзе. Страхови од флуорида су вероватно погоршани репутацијом флуоридних једињења као отрова за инсекте и раном литературом која је имала тенденцију да користи термине као што су „токсично“ и „хронично тровање флуоридом ниског степена“ да опише мрље од претходног конзумирања 6 mg/l флуорида. до ницања зуба, ниво потрошње који се не очекује под контролисаном флуорацијом. Када се о њима гласа, резултати имају тенденцију да буду негативни, и стога је флуоризација имала историју добијања путем административних налога у Северној Америци.
Теорије завере које укључују флуоризацију су уобичајене и укључују тврдње да је флуоризација била мотивисана заштитом америчког програма атомске бомбе од судских спорова, што (као што је познато пародирано у филму Dr. Strangelove, где је поремећени генерал америчког ваздухопловства тврдио да ће то „срушити и очистити све наше драгоцене телесне течности") део је комунистичке завере или завере Новог светског поретка да се заузме свет, да је била пионирска немачка хемијска компанија да учини људе покорним онима на власти, да је иза кулиса то промовисана од стране индустрије слатке хране или фосфатних ђубрива или алуминијума, или да је то димна завеса која покрива неуспех у пружању стоматолошке неге сиромашнима. Једна таква теорија је да је флуоризација била лукавство у односима с јавношћу спонзорисано од стране загађивача флуора, као што су произвођачи алуминијума са завереницима.

### Комунистичка завера
Флуоризација воде је често била предмет теорија завере. Током „другог црвеног страха“ у Сједињеним Државама током касних 1940-их и 1950-их, иу мањој мери 1960-их, активисти крајње деснице америчке политике рутински су тврдили да је флуоризација део далекосежне завере за наметање социјалистички или комунистички режим. Ови противници су веровали да је то „још један аспект тежње председника Трумана да социјализује медицину.“ Такође су се противили другим програмима јавног здравља, посебно масовној вакцинацији и услугама менталног здравља. На њихове ставове утицало је противљење бројним великим друштвеним и политичким променама које су се десиле последњих година: раст интернационализма, посебно УН и њихових програма; увођење одредби о социјалној заштити, посебно различитих програма успостављених Нев Деал-ом; и напори владе да смање уочене неједнакости у друштвеној структури Сједињених Држава.
Други су тврдили да постоји „комунистичка завера да се исцрпи моћ мозга и наруши снага генерације америчке деце“. Др Чарлс Бетс, истакнути анти-флуоридиста, оптужио је да је флуоризација „боља од употребе атомске бомбе јер атомска бомба мора да се направи, мора да се транспортује до места где треба да буде активирана док је отровни флуор постављен одмах поред залиха воде од стране самих Американаца спремних да буду бачени у водовод кад год комуниста пожели!" Слично томе, десничарски билтен, Америцан Цапсуле Невс, тврди да је „совјетски генералштаб веома срећан због тога. Кад год се спремају за напад, а њихова 5. колона преузме власт, тоне и тоне овог отрова „стоје од „општинских и војних водоводних система спремних за изливање у року од 15 минута“.
Ова контроверза је имала директан утицај на локални програм током 1950-их и 1960-их, где су референдуми о увођењу флуоризације поражени у преко хиљаду заједница на Флориди. Тек 1990-их година флуорисану воду је конзумирала већина становништва Сједињених Држава.